# 大同寺
大同寺（だいどうじ）は、兵庫県朝来市山東町早田にある臨済宗妙心寺派の寺院。
807年（大同2年）に天台宗の寺院として創建されたが、徐々に衰退し、南北朝時代に山名時熙が中興開基。臨済宗に改宗。禅宗寺院として月菴宗光禅師が中興開山し、山名氏の菩提寺となった。